# サクラソウ属
サクラソウ属（サクラソウぞく、学名：Primula）は、サクラソウ科に属する植物の一群である。花が美しいものが多く、栽培種が多数含まれる。一般的にプリムラと呼ばれており、毎年のように新品種が登場している。

## 概要
すべて多年草で、地下に根茎を持つ。葉は根出状に出て、柄があって丸っこい場合と、葉柄が不明瞭で楕円形の場合がある。花茎は葉の間から伸び出し、その先端に散形あるいは輪生状に花序をつける。花には5裂した萼があり、その中から筒状の花弁が出て、その先端は広がって大きく5つに割れる。雄蘂は5本で花弁の中にまとまる。特筆すべき点としては、異形花柱性が挙げられる。これは、同じ種でも個体により花柱(雌蕊の付いている部分)が雄蕊より短く、花筒内に隠れるものと、逆に花柱が雄蕊より長く、開口部まで伸びるものがあるということである(自家不和合性 (植物)の記事でP.vulgarisにおける例を写真で見ることができる)。これは、異なる花柱タイプ同士の受粉を容易にし、近親交配を避ける適応と考えられる。なお、少なくともサクラソウ(P.sieboldii)においては長花柱花の方が短花柱花よりも自家和合性を持っている(つまり自家受粉でも種子を作ることができやすい)。しかし、異型性が崩壊して雌蕊と雄蕊が同じ高さになり、自家受粉を行うものもある。これが種全体のレベルにまで達したものもある。
北半球の温帯 - 寒帯を中心に約500種とも600種とも言われる。花が美しいものが多く、観賞用に栽培されるものも多い。ヨーロッパにおいて園芸植物となったものはプリムラと総称される。日本ではサクラソウが江戸時代に古典園芸植物として発展し、多くの品種を擁する。
しかし、そのために乱獲されたものも多い。サクラソウの場合、生育環境の開発も大きな影響を持っている。クリンソウ、カッコソウなども乱獲によって絶滅に瀕している。他方、日本のそれ以外の種は高山植物がおおく、もともとの生育地が限定されており、いずれにせよ貴重な植物と見なされている。

## 主な種
日本には以下のような種が知られている。
- サクラソウ P. sieboldii E. Moor.
- カッコソウ P. kisoana Miq.
  - シコクカッコソウ　var. shikokiana Makino
- オオサクラソウ P. jesoana Miq.
  - エゾオオサクラソウ var. pubescens (takeda) Takeda et Hara
- イワザクラ　P. tosaensis Yatabe
  - シナノコザクラ var. brachycarpa (Hara) Ohwi
- コイワザクラ P. reinii Franch. et Savat.
  - クモイコザクラ var. kitadakensis (Hara) Ohwi
  - ミョウギコザクラ var. myogiensis Hara
  - チチブイワザクラ var. rhodotricha (Nakai et F. Maek.) Ohwi
- テシオコザクラ P. takedana Tatew.
- ヒダカイワザクラ P. hidakana Miyabe et Kudo
  - カムイコザクラ var. kamuiana (Miyabe et Tatew.) Hara
- エゾコザクラ P. cuneifolia Ledeb. var. cuneifolia
  - ハクサンコザクラ　var. hakusanensis (Franch.) Makino
  - ミチノクコザクラ var. heterodonta Makino
- ヒナザクラ　P. nipponica Yatabe
- クリンソウ　P. japonica A. Gray
- ユキワリソウ　P. modesta Biddet et Moore
  - ユキワリコザクラ var. fauriei (Franch.) Takeda
  - レブンコザクラ var. matsumurae (Petitm.) Takeda
- ユウバリコザクラ　P. yuparensis Takeda
- ソラチコザクラ　P. sorachiana Miyabe et Tatew.
- ヒメコザクラ　P. macrocarpa Maxim.

以下は、海外に産する種である。
- プリムラ・ジュリエ　P. juliae
- プリムラ・マラコイデス　P. malacoides - 中国原産でケショウザクラ、オトメザクラともいう。
- プリムラ・オブコニカ　P. obconica - 中国西部原産でトキワザクラともいう。
- プリムラ・アリオニイ　P. allionii - ヨーロッパアルプス南部に自生する小型の種。多くの品種があり、ヨーロッパの山草園芸界で現在もっとも人気が高い。
- プリムラ・マルギナタ　P. marginata - 上種に近いところに分布する。藤色が中心で葉に鋸歯があり、縁に白い粉が着く美しい種で、アリオニイとの種間雑種もある。
- プリムラ・アウリクラ　P. auricula - 白い粉に覆われた葉に、明るい黄色い花を咲かせる。ヨーロッパの山岳に広く分布。オーリキュラの原種の一つ。和名アツバサクラソウ。
- プリムラ・アルピコラ　P. alpicola - ヒマラヤから中国雲南省にかけて自生する種。ロックガーデン等で栽培される。
- プリムラ・プルウェルレンタ　P. pulverulenta - 日本に自生するクリンソウの近縁種。中国産。
- プリムラ・デンティクラタ　P. denticulata - ヒマラヤに産する、花が手まり状に集まって咲く種。日本でも比較的ポピュラー。
- プリムラ・ロセア　P. rosea - ヒマラヤ産。バラ色の花を咲かせるやや小型の種。
- プリムラ・ファリノサ　P. farinosa - ヨーロッパ産。日本のユキワリコザクラに近縁。
- プリムラ・ヴルガリス　P. vulgaris - ヨーロッパ産。英名でプリムローズと呼ばれる野生種。和名イチゲサクラソウ。
- プリムラ・ヴェリス　P. veris - ヨーロッパ産。英名カウスリップ、イギリスでは食用・薬用に用いる。和名キバナノクリンザクラ。
- プリムラ・エラティオール　P. elatior - ヨーロッパ産。英名オクスリップ、ヴェリスと似た種で、自然交雑を起こす。和名セイタカサクラソウ。

## 日本の山に咲くサクラソウ属の花

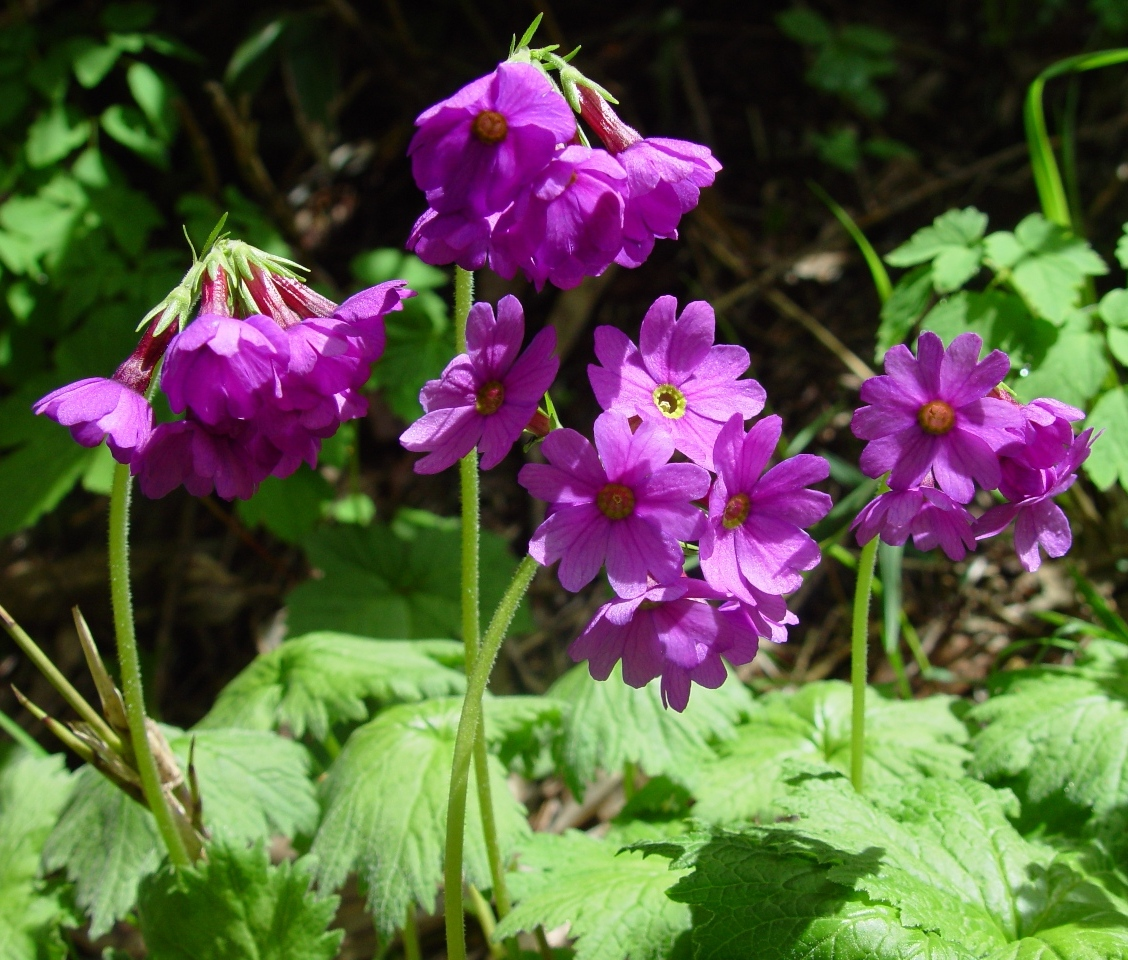
オオサクラソウ 白山釈迦ヶ岳
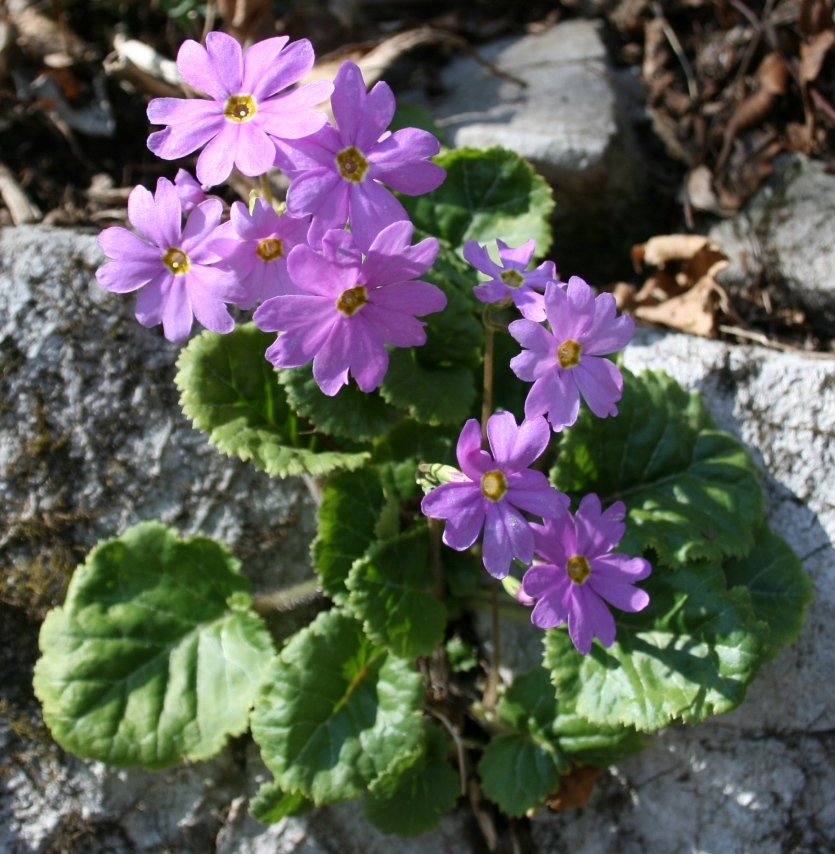
イワザクラ 舟伏山・山県市
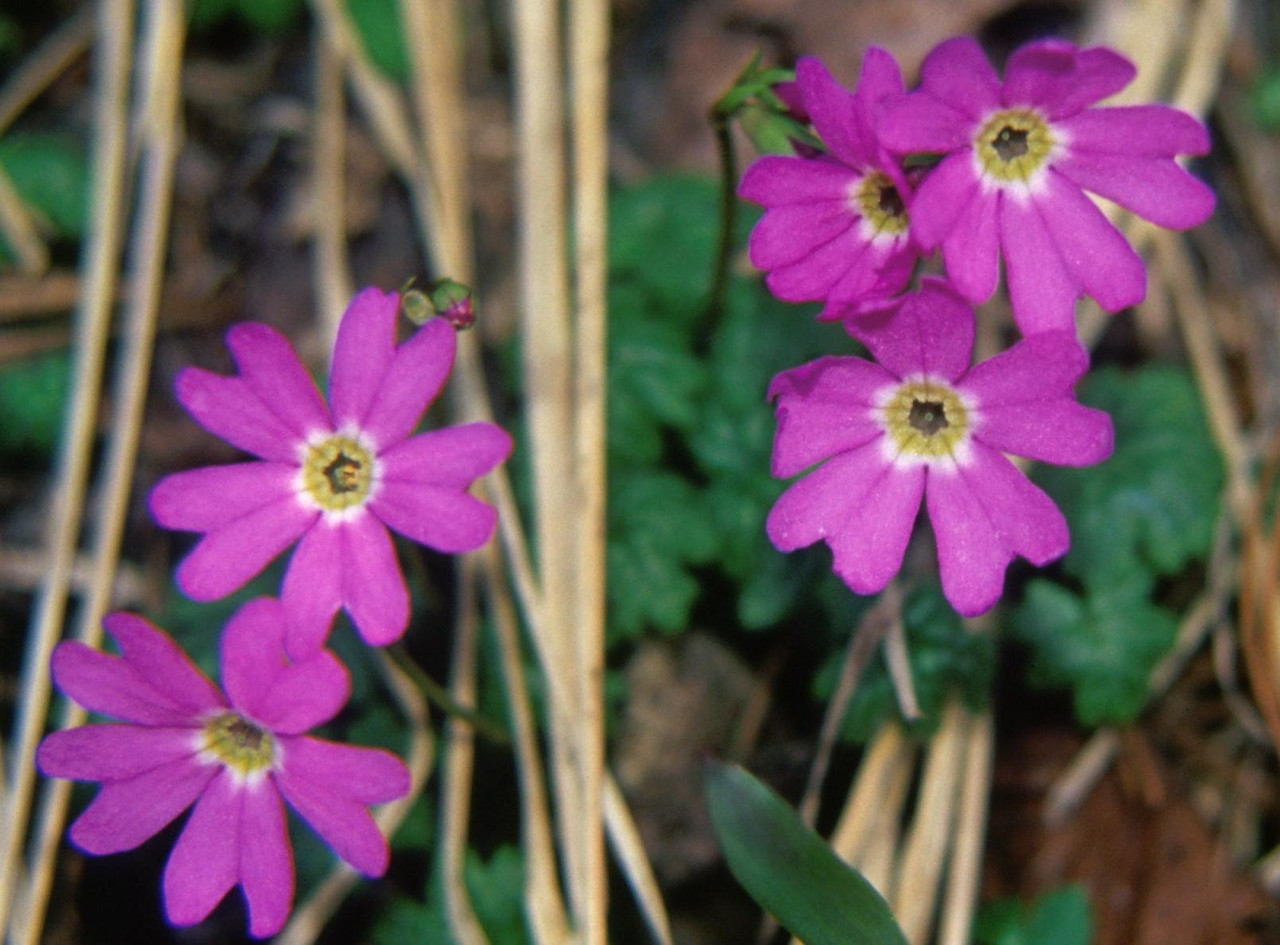
クモイコザクラ 聖平・南アルプス
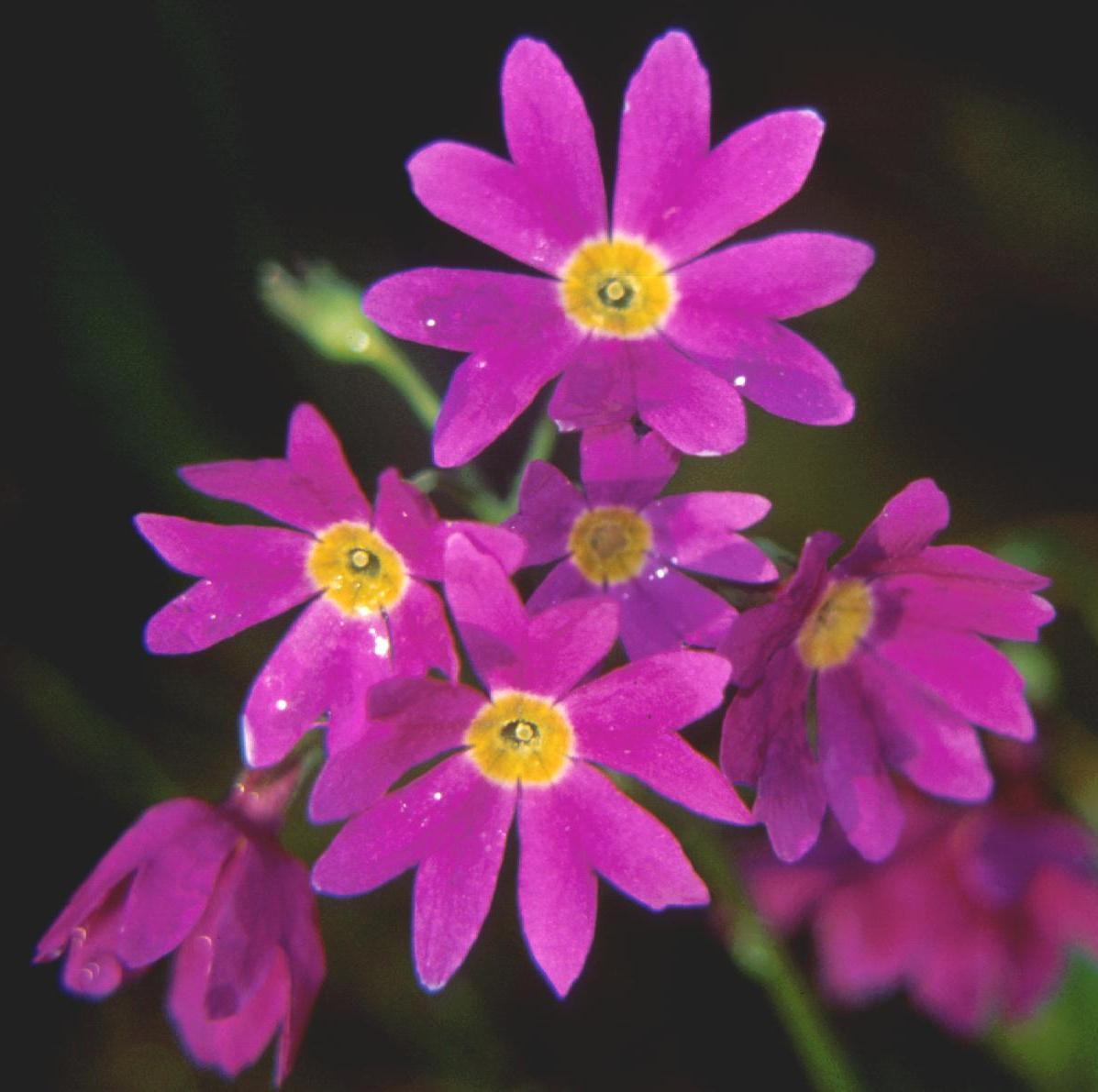
エゾコザクラ 緑岳・大雪山
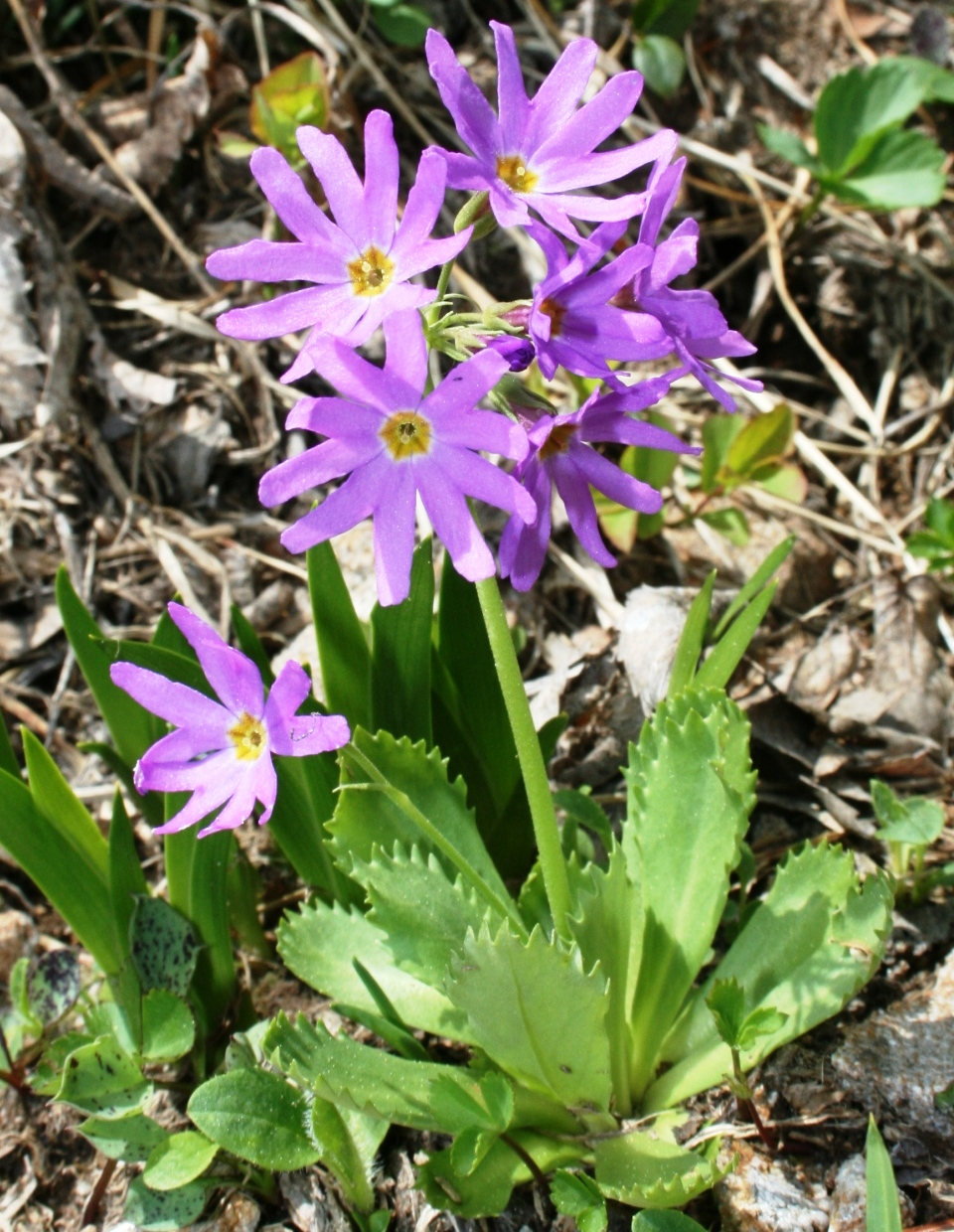
ハクサンコザクラ 別山・両白山地
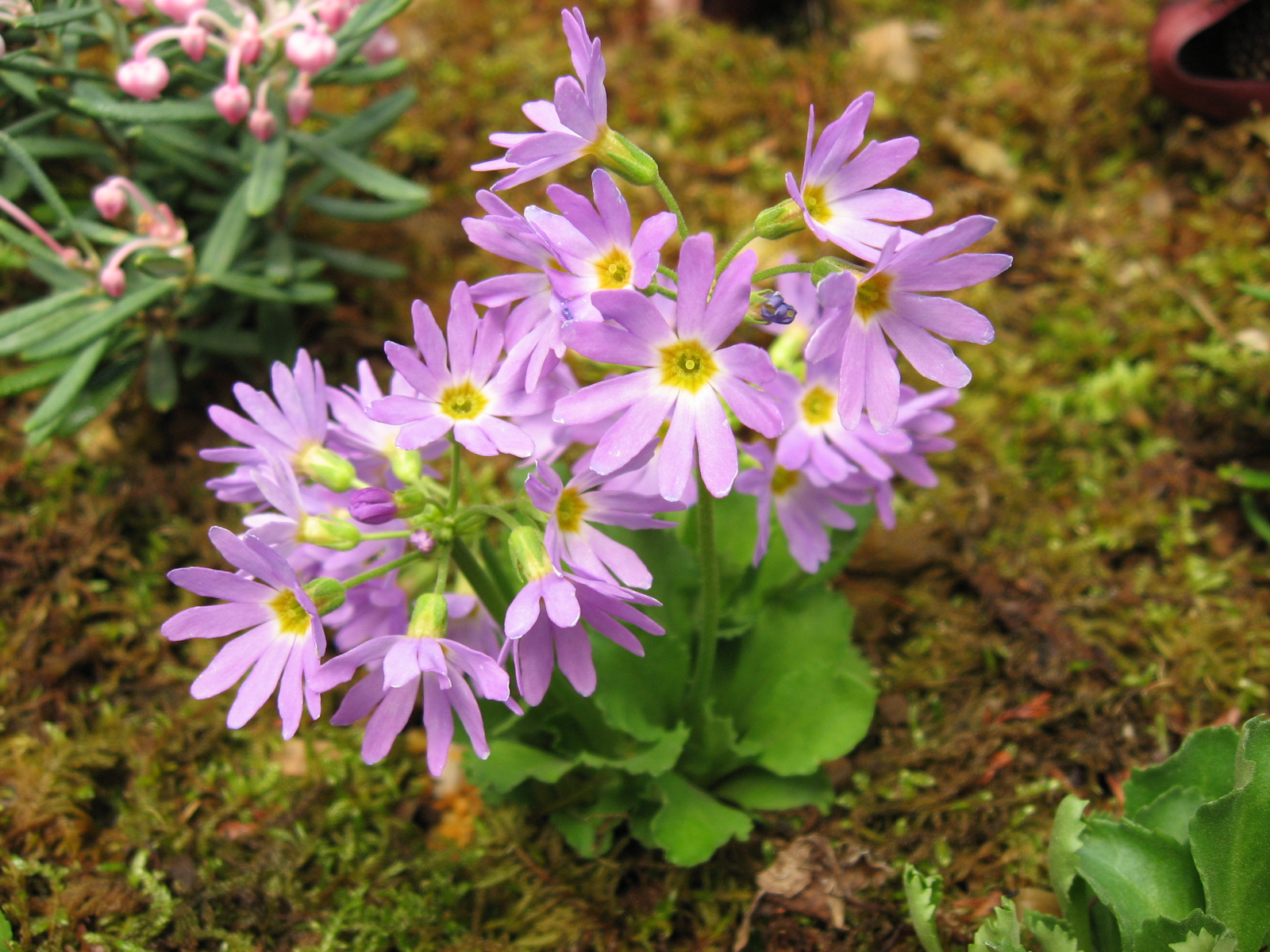
ミチノクコザクラ
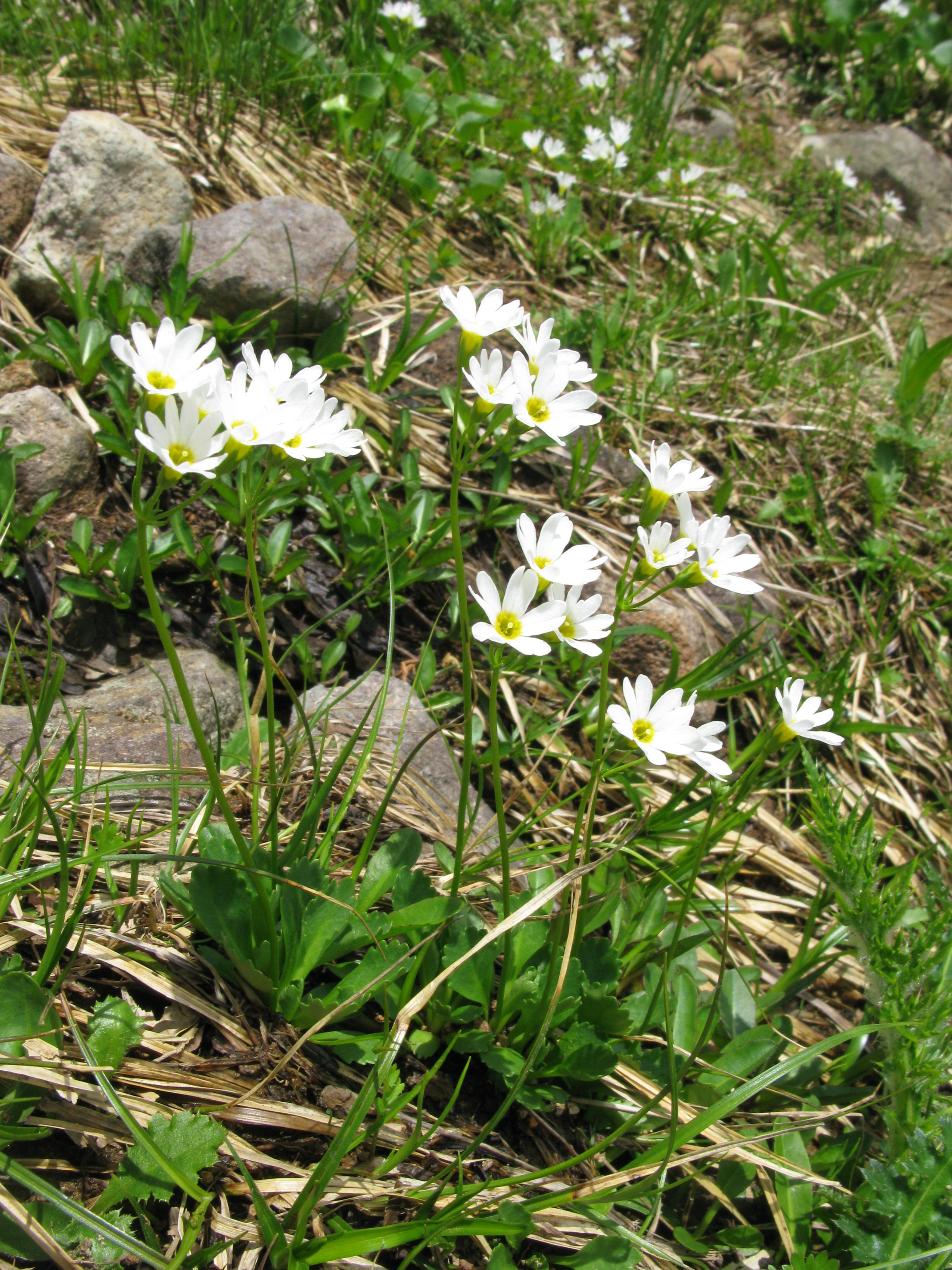
ヒナザクラ 西吾妻山
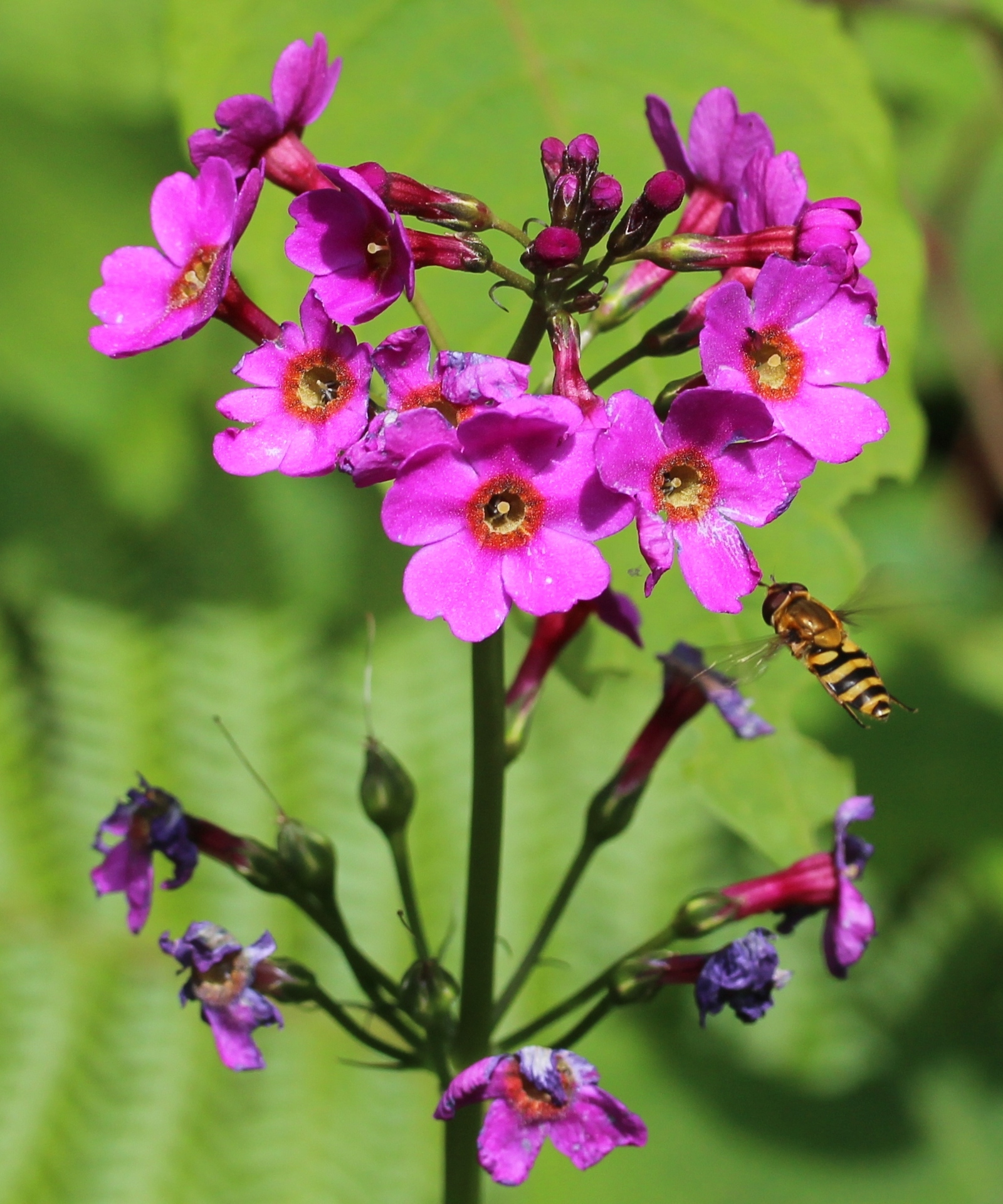
クリンソウ
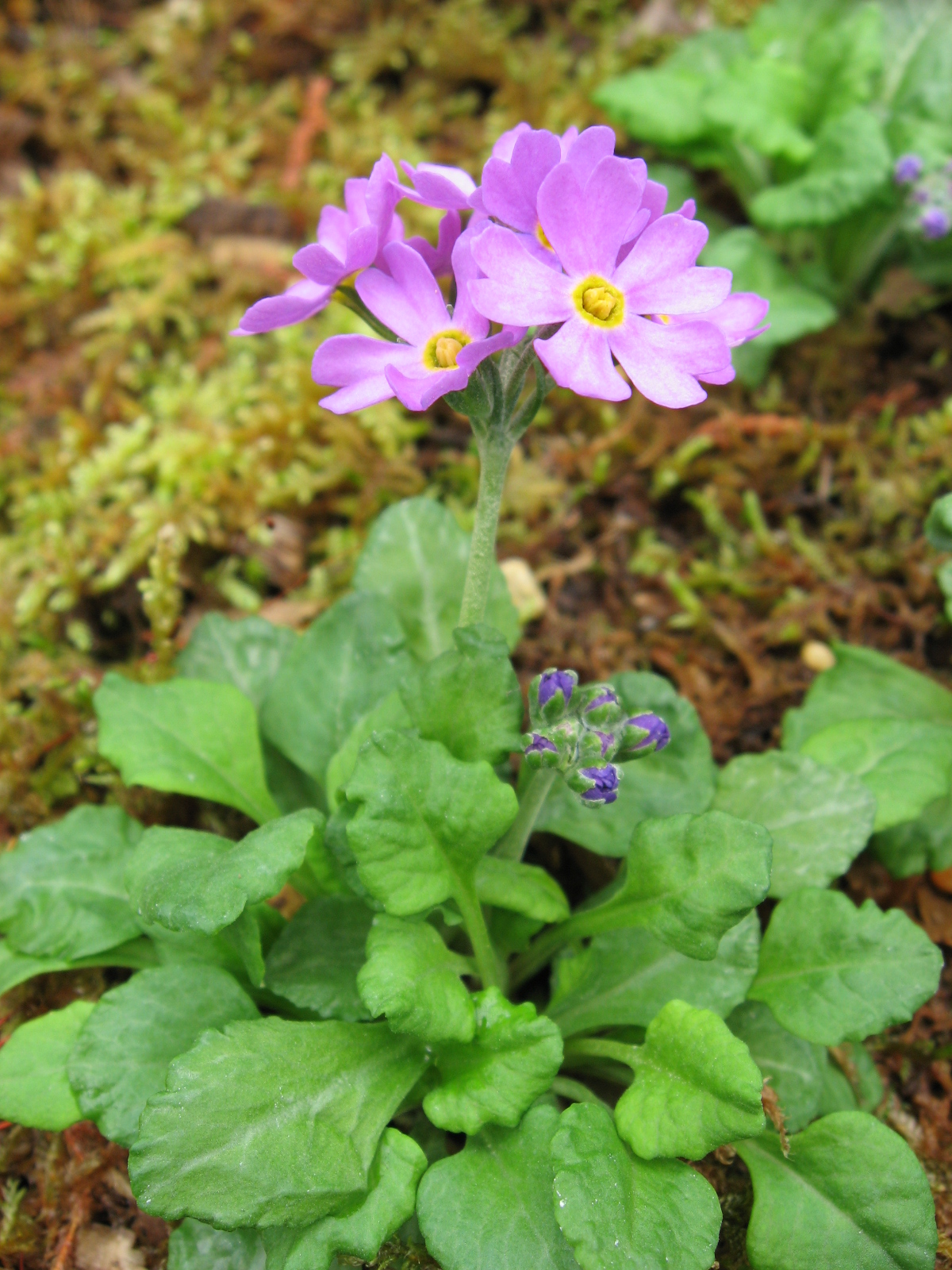
ユキワリコザクラ
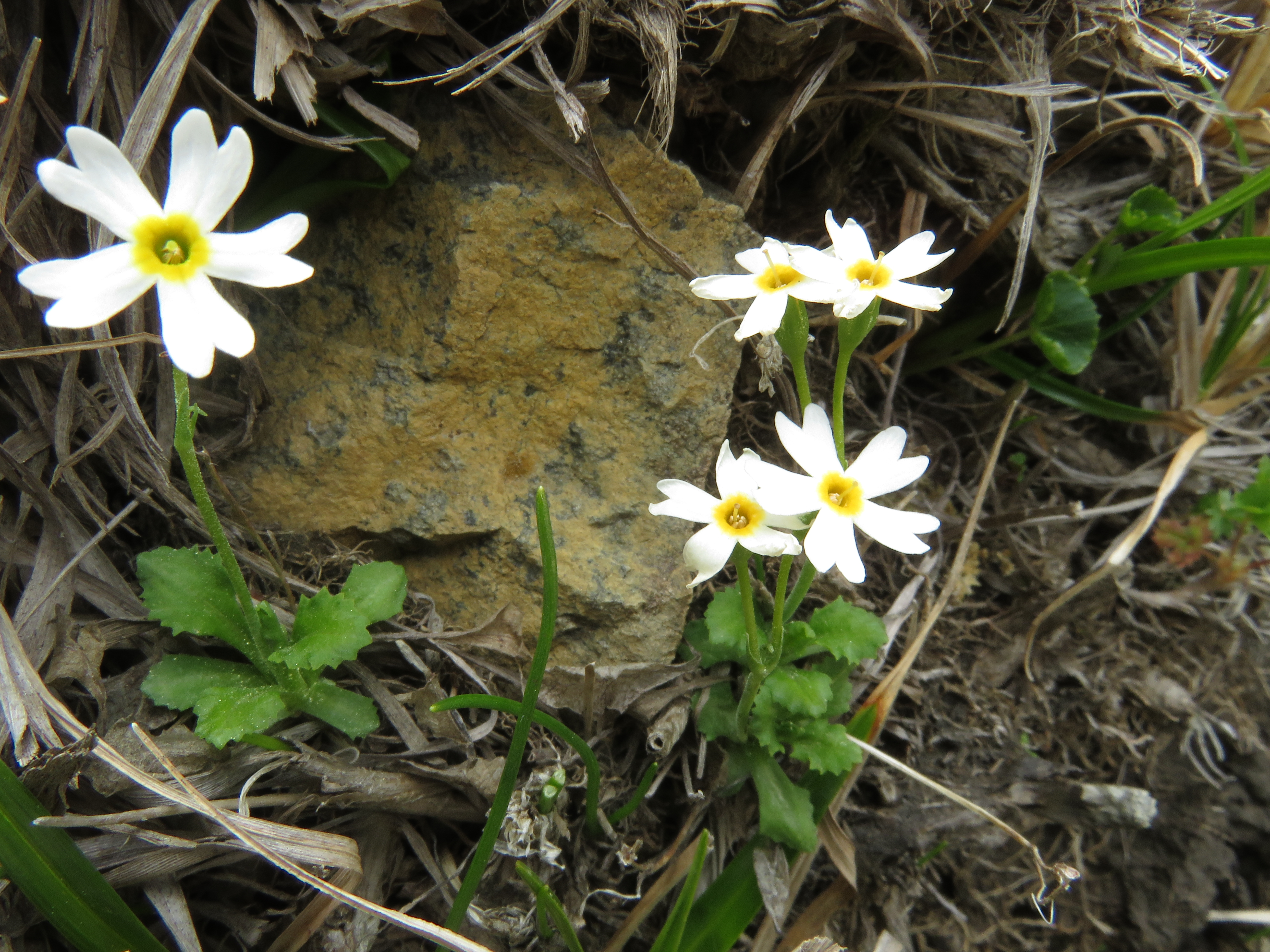
ヒメコザクラ 早池峰山